# Justin Haudos
Pour les articles homonymes, voir Haudos.
Justin Haudos est un homme politique français né le 28 janvier 1797 à Reims (Marne) et décédé le 2 octobre 1864 à Loisy-sur-Marne (Marne). 

## Biographie
Il est issu de la famille Haudos de Possesse, originaire de Vitry le François. Propriétaire foncier, maire de Loisy-sur-Marne, conseiller général, il est député de la Marne de 1856 à 1864, siégeant dans la majorité dynastique soutenant le Second Empire.
Il est bienfaiteur de Loisy-sur-Marne. La restauration de l'église terminée, Haudos invitait S. E. le Cardinal Gousset à la consacrer, le 23 septembre 1861, assisté par Mgr Bara, évêque de Châlons, dans le diocèse duquel se trouvait l'église de Loisy-sur-Marne. Mgr Gousset rapporta comme souvenir de sa démarche le peigne liturgique de Saint-Bernard qu'il déposa au trésor de la cathédrale de Reims
Commanditaire du château de Loisy-sur-Marne, il lègue sa fortune à son neveu et voisin le comte de Felcourt, propriétaire à Maisons-en-Champagne.

## Décorations
- Chevalier de la Légion d'honneur[2]

## Sources
- « Justin Haudos », dans Adolphe Robert et Gaston Cougny, Dictionnaire des parlementaires français, Edgar Bourloton, 1889-1891 [détail de l’édition]